# Hutton Bonville
Hutton Bonville is een civil parish in het bestuurlijke gebied Hambleton, in het Engelse graafschap North Yorkshire.